# 核軍縮キャンペーン
核軍縮キャンペーン（かくぐんしゅくキャンペーン、英語: Campaign for Nuclear Disarmament、CND）は、1957年に設立されたイギリスの反核運動団体。核廃絶運動、核兵器撤廃運動などとも訳される。

## 概要
核軍縮キャンペーン(CND)は、イギリスの一方的な核軍縮や、核拡散防止条約などを通じた国際的な軍縮を主張し、核兵器や化学兵器や生物兵器の使用に繋がる軍事行動や、イギリスの原子力発電所に反対している。
CNDは1957年に設立され、それ以降のイギリスの平和運動の最前線に存在し、ヨーロッパ最大級の単一争点の平和運動組織となった。1959年以降、復活祭の週末にかけて開催される、オルダーマストン近郊の原子兵器研究所（核兵器機関）からロンドンのトラファルガー広場までの「オルダーマストン行進」を組織している。なお最初の「オルダーマストン行進」は1958年に直接行動委員会(the Direct Action Committee)によって組織され、ロンドンからオルダーマストンへ行進した。
2010年以降の代表(Chairs)はDavid Webb、事務局長(General Secretaries)はKate Hudson(en)である。

## 主張
CNDの現在の戦略的目標は以下である。
- イギリスの核兵器全廃と、世界の核兵器廃止

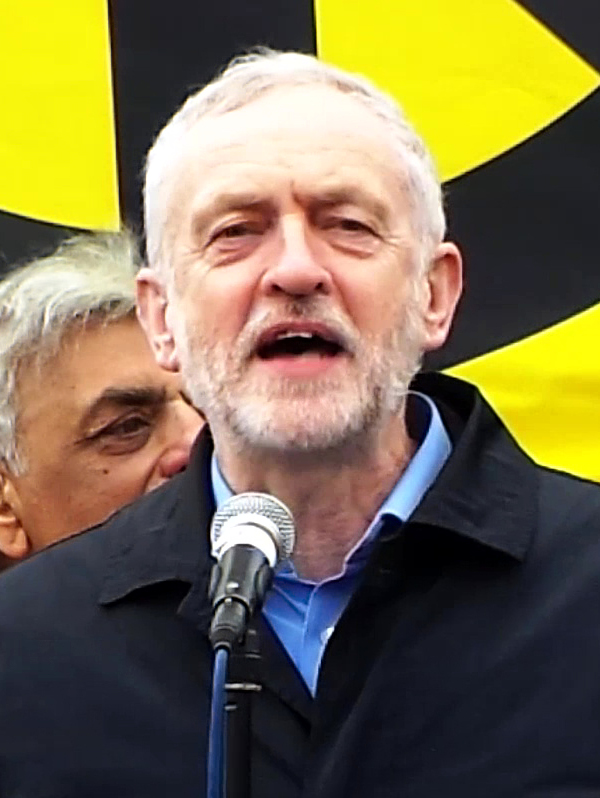
ストップ・トライデント集会で発言するイギリス労働党党首ジェレミー・コービン。2016年2月27日、トラファルガー広場。

  - イギリス政府によるトライデントミサイルの中止、トライデントおよび他の核兵器の開発、購入、イギリス領土・領海への配備に対する反対
  - 兵器用核分裂性物質生産禁止条約の包括的な賛成
- 大量破壊兵器や無差別殺害兵器の廃止
  - 化学兵器禁止条約の国際的な遵守
  - 生物兵器禁止条約の強化
  - 劣化ウランを使用した兵器の製造、実験、使用の禁止の実現
- 非核の、より軍縮された、より安全なヨーロッパ
  - 欧州安全保障協力機構(OSCE)の影響力、資源、財政の強化
  - 欧州連合の軍事的な核化への反対
  - ヨーロッパのアメリカ軍の基地や核兵器の撤収と、NATO拡大への反対
  - 公式なヨーロッパ非核兵器地帯の設立
  - イギリスの北大西洋条約機構からの脱退と、イギリス国土の全外国軍基地の閉鎖
- 原子力産業の閉鎖
  - 原子力発電所の新設阻止と、受容可能な持続可能エネルギー技術による置き換え
  - 核廃棄物貯蔵の安全な政策の確立
  - ウラン、プルトニウム、劣化ウラン貯蔵の独立した管理と検証

2006年、CNDは原子力に反対するキャンペーンを開始した。トニー・ブレア首相が核エネルギーへのコミットメントを行った後、3万2000人に減少していたメンバーは3倍に増加した。

## 会員数

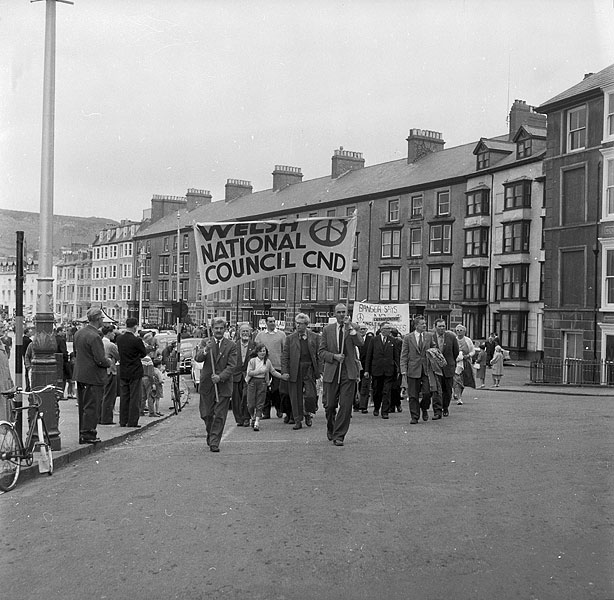
アベリストウィスでのデモ行進。1961年5月25日。

1970年から1995年は「Social Movements in Britain」(en:Paul Byrne, Routledge, ISBN 0-415-07123-2 (1997), p91)による。
| 年   | 会員数  | 年   | 会員数 |
| ---- | ------- | ---- | ------ |
| 1970 | 2,120   | 1986 | 84,000 |
| 1971 | 2,047   | 1987 | 75,000 |
| 1972 | 2,389   | 1988 | 72,000 |
| 1973 | 2,367   | 1989 | 62,000 |
| 1974 | 2,350   | 1990 | 62,000 |
| 1975 | 2,536   | 1991 | 60,000 |
| 1976 | 3,220   | 1992 | 57,000 |
| 1977 | 4,287   | 1993 | 52,000 |
| 1978 | 3,220   | 1994 | 47,000 |
| 1979 | 4,287   | 1995 | 47,700 |
| 1980 | 9,000   | 1996 |        |
| 1981 | 20,000  | 1997 |        |
| 1982 | 50,000  | 1998 |        |
| 1983 | 75,000  | 1999 |        |
| 1984 | 100,000 | 2000 |        |
| 1985 | 92,000  | 2001 |        |